# Cnezatul Cernihiv

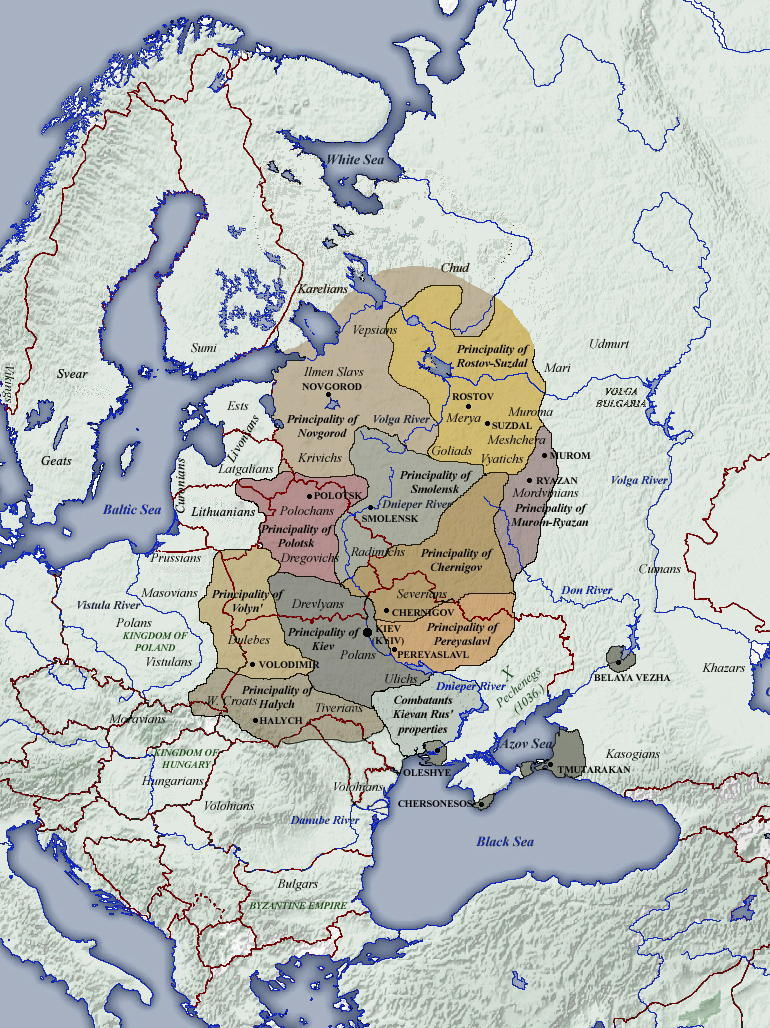
Cnezatele Rusiei Kievene (1054-1132)

Cnezatul Cernihiv (în ucraineană Чернігівське князівство, transliterat: Cernihivske kneazivstvo) a fost unul dintre cele mai mari și mai puternice state în cadrul Rusiei Kievene. Pentru o vreme principatul a fost al doilea ca putere după Kiev. Principatul s-a format în secolul al X-lea și și-a păstrat o parte din caracterul său distinctiv până în secolul al XVI-lea.
Cea mai mare parte a Cnezatului Cernihiv era situată pe malul stâng al râului Nipru, în bazinele râurilor Desna și Seim. Se presupune că principatul era populat de triburi slave ale siverienilor și parțial de cele ale polenilor. Capitala principatului era orașul Cernihiv, celelalte orașe importante erau Novhorod-Siverskîi, Starodub-Severskîi, Trubcevsk și Kozelsk.